# 索列斯蓬
索列斯蓬（法語：Solliès-Pont，法語發音：[sɔljɛs pɔ̃]）是法国普罗旺斯-阿尔卑斯-蓝色海岸大区瓦尔省的一个市镇，属于土伦区

## 地理
索列斯蓬（43°11'24"N, 6°2'28"E）面积17.73 平方千米，位于法国普罗旺斯-阿尔卑斯-蓝色海岸大区瓦尔省，该省份为法国东南部沿海省份，北起上普罗旺斯阿尔卑斯省，西北角与沃克吕兹省接壤，西接罗讷河口省，南濒地中海，东临滨海阿尔卑斯省。
与索列斯蓬接壤的市镇（或旧市镇、城区）包括：拉克罗、屈埃尔斯、索列斯图卡斯、索列斯城。

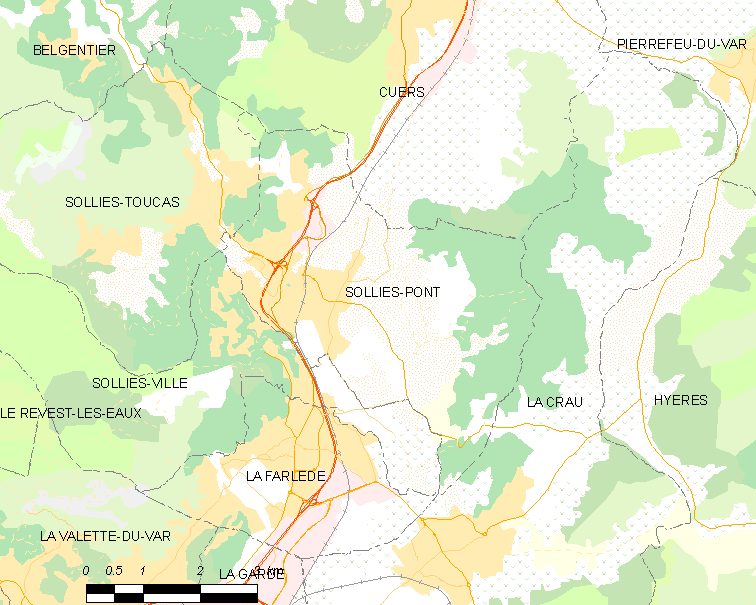
索列斯蓬的OSM定位图

索列斯蓬的时区为UTC+01:00、UTC+02:00（夏令时）。

## 行政
索列斯蓬的邮政编码为83210，INSEE市镇编码为83130。

## 政治
索列斯蓬所属的省级选区为索列斯蓬县。

## 人口

1962-2008年间索列斯蓬人口变化图示

索列斯蓬于2022年1月1日时的人口数量为12210人。